# Schaduwen van de geest
Schaduwen van de geest is een hoorspel van Brian Hayles. Het werd vertaald door Tom van Beek en de AVRO zond het uit op donderdag 1 mei 1975, van 22:35 uur tot 22:50 uur. De regisseur was Dick van Putten.

## Rolbezetting
- Ad Noyons (Henri Walters)
- Elisabeth Versluys (zijn vrouw Margaret)
- Jan Borkus (inspecteur Lench)
- Jos Lubsen (rechercheur Parker)
- Willy Ruys (een brigadier)
- Nora Boerman, Tonny Foletta & Jos van Turenhout (verdere medewerkenden)

## Inhoud
Henri Walters heeft iets verkeerds gedaan. Hij moet er steeds aan denken. Hij kan het niet vergeten en niet verbergen, zeker niet voor zichzelf. Hij besluit ten slotte er het beste van te maken en er meteen iets aan te doen, want de schaduwen van zijn geest komen steeds terug. Walters besluit om naar inspecteur Lench te stappen en hem te vertellen dat hij de brand op Lucknow Terrace heeft aangestoken. Nu er een slachtoffer is gevallen, moet hij zich gaan melden. Inspecteur Lench neemt Walters niet serieus en zegt dat hij wel gelooft dat Walters de brand heeft “gezien” en dat hij verwacht dat er nog wel een stuk of twintig heren hun bekentenis zullen komen afleggen, dat hij aan iedereen een paar minuten van zijn tijd zal spenderen, maar dat hij hun lef om de dioot te komen uithangen haat…